# آنا مارغريت روس الكسندر
آنا مارغريت روس الكسندر (بالإنجليزية: Anna Margaret Ross Alexander)‏ هي فاعلة خير أمريكية، ولدت في نوفمبر 1913 في لافاييت في الولايات المتحدة، وتوفيت في 16 فبراير 1995 في إنديانابوليس في الولايات المتحدة.